# Sire Records
Sire Records Company és una discogràfica nord-americana, posseïda pel grup Warner Music i distribuït a través de Warner Bros.

## Història
La discogràfica va ser fundada el 1966 com Sire Productions per Seymour Stein i Richard Gotteher. Els seus primers llançaments com etiqueta de registre van ser publicats el 1968, distribuïts per London Records.
Va ser distribuïda per Polydor Records de 1970 a 1971, temps durant el qual va ser introduït l'ara famós logotip, de 1972 a 1974 va ser distribuïda per Famous Music.
A finals dels anys 70, Sire es va transformar en una discogràfica gran i independent i va atreure artistes del punk, rock i del new wave, incloent: The Ramones, The Dead Boys i Talking Heads.
Després d'un breu període de distribució per ABC, Sire va ser adquirit per Warner Bros. Records el 1978. Durant els anys 80, Sire assoleix obtenir el maneig de les carreres de Madonna i de Ice T, que van signar amb Sire el 1982 i 1986 respectivament. En els anys 90, la discogràfica va arribar una notorietat més comercial, manejant artistes com: Seal, k.d. lang, Tommy Page i Alanis Morissette.